# راسل ای. آلگر
راسل الکساندر آلگر (به انگلیسی: Russell Alexander Alger) سناتور سابق عضو حزب جمهوری‌خواه ایالات متحده آمریکا بود. وی در سال ۱۹۰۲ تا ۱۹۰۷ میلادی سناتور ایالت میشیگان در سنای ایالات متحده آمریکا بود.